# Usuki
Usuki (臼杵市 -shi) é uma cidade japonesa localizada na província de Oita.
Em 2003 a cidade tinha uma população estimada em 35 106 habitantes e uma densidade populacional de 231,22 h/km². Tem uma área total de 151,83 km².
Recebeu o estatuto de cidade a 1 de Abril de 1950.